# 伦教站
伦教站是佛山地铁3号线的一个高架车站，位于中国广东省佛山市顺德区伦教街道顺德大道与振兴路交叉口南侧。

## 车站结构
本站为路侧高架二层侧式车站，全长132米，宽为23.8米。地上一层为站厅，地上二层为站台。
| 地上二层 | 侧式站台 | 侧式站台                                 | 侧式站台 | 侧式站台 |
|          | 1 站台   | █3号线 中山公园方向（下站：广教）        |          |          |
|          | 2 站台   | █3号线 顺德学院站方向（下站：荔村）      |          |          |
|          | 侧式站台 |                                          |          |          |
| 地面     | 站厅     | 售票机、客服中心、商店、警务室、安检设施 |          |          |

### 站台
本站设有两个侧式站台，位于顺德大道的上空。本站西北侧设有一条单渡线和一条存车线。

### 设计主题
本站为3号线首通段的其中一个特色车站，以“霓裳曲舞”为主题，在车站天花板展现佛山特色“香云纱”的风采。

### 出入口
本站开通时设有A、B出入口，分别在站房一楼南侧和广珠公路西侧，其中B口还具备过街天桥功能；未来还将开放站房一楼东侧的C口。
|                                           |                                                       |      |          |                                            |
| 編號                                      | 设施                                                  | 图像 | 出口指示 | 建議前往的目的地                           |
| A                                         | 盲道标志 · 无障碍通道标志                             |      | 振华西路 | 广珠公路、伦教展览馆、伦教站公交站（北行） |
| B                                         | 盲道标志 · 无障碍通道标志 · 升降机标志 · 扶手电梯标志 |      | 振兴东路 | 广珠公路、伦教站公交站（南行）             |
| 註： 設有 \| 設有 \| 設有 \| 設有扶手電梯 |                                                       |      |          |                                            |

## 接驳交通
| 巴士（伦教站） \| 编号 \| 编号 \| 线路 \| 线路 \| 线路 \| 收费 \| 运营商 \| 备注 \| \| ---- \| ---- \| ------------ \| ---- \| ---------------------- \| ----- \| -------- \| ---- \| \| \| 341 \| 顺德客运总站 \| ⇆ \| 乐从交通中心（枢纽站） \| 2–4元 \| 顺德鸿运 \| \| \| \| 351 \| 顺德客运总站 \| ⇆ \| 北滘公园 \| 2–3元 \| 顺德鸿运 \| \| \| \| K335 \| 美的地铁站 \| ⇆ \| 花溪公园北 \| 3–5元 \| 顺德鸿运 \| \| |      |              |      |                        |       |          |      |
| 编号 | 编号 | 线路         | 线路 | 线路                   | 收费  | 运营商   | 备注 |
| | 341  | 顺德客运总站 | ⇆    | 乐从交通中心（枢纽站） | 2–4元 | 顺德鸿运 |      |
| | 351  | 顺德客运总站 | ⇆    | 北滘公园               | 2–3元 | 顺德鸿运 |      |
| | K335 | 美的地铁站   | ⇆    | 花溪公园北             | 3–5元 | 顺德鸿运 |      |

## 历史
本站于2017年5月开始施工。车站主体结构于2020年1月1日封顶，同年5月18日完成土建工程验收，7月开始进行机电工程。2022年5月30日，车站完成“三权”临时移交。
2022年12月28日，本站随3号线开通而启用。